# Cannock
Cannock es una ciudad del condado de Staffordshire, en la región de Midlands del Oeste de Inglaterra, Reino Unido. Con 29 018 habitantes, es la ciudad más poblada del Distrito de Cannock Chase, considerado Área de Destacada Belleza Natural. 
Forma parte del área metropolitana de Cannock Built-up Area, que también incluye Cheslyn Hay, Great Wyrley, Hednesford, Huntington y Heath Hayes and Wimblebury.

## Topónimo
El topónimo Cannock deriva probablemente del término cnocc, que en inglés antiguo significa loma. El nombre haría referencia a la colina de Shoal Hill, al noroeste de la ciudad.

## Historia
Cannock aparece citada en el Domesday Book de 1086, con el nombre de Chenet. Fue una pequeña comunidad rural hasta finales del siglo XIX, cuando inició su crecimiento a raíz de la actividad minera, impulsada por la proximidad del Black Country. A partir de la Segunda Guerra Mundial la industria local fue perdiendo peso, convirtiéndose en una ciudad dormitorio de Birmingham. La última mina de carbón de la ciudad, Mid-Cannock Colliery, cerró en 1967.

## Ciudades hermanas
- Datteln,  Alemania (desde 1971)